# Мађарска на Зимским олимпијским играма 1976.
Мађарска је учествовала на Зимским олимпијским играма које су одржане 1976. године у Инзбруку, Аустрија. Ово је било дванаесто учешће мађарских спортиста на зимским олимпијадама. Мађарски спортисти на овој олимпијади нису освојили ниједну олимпијску медаљу, али је зато освојила два олимпијска поена.
На свечаном отварању игара заставу Мађарске је носио Ласло Вајда, мађарски олимпијац и такмичар у уметничком клизању. На ову смотру Мађарска је послала 3 такмичара (два мушка такмичара и једну женску такмичарку) који су се такмичили у једном спорту и две спортске дисциплине.

## Резултати по спортовима
У табели је приказан успех мађарских спортиста на олимпијади. У загради иза назива спорта је број учесника
Са појачаним бројевима је означен најбољи резултат.
Принцип рачунања олимпијских поена: 1. место – 7 поена, 2. место – 5 поена, 3. место – 4 поена, 4. место – 3 поена, 5. место – 2 поена, 6. место – 1 поен.

| Спортска дисциплина   | Освојено место | Освојено место | Освојено место | Освојено место | Освојено место | Освојено место | Олимпијски поени | Такмичари | Такмичари | Такмичари |
| Спортска дисциплина   |                |                |                | 4.             | 5.             | 6.             | Олимпијски поени | Мушки     | Женске    | Укупно    |
| Уметничко клизање (2) | 0              | 0              | 0              | 0              | 1              | 0              | 2                | 2         | 1         | 3         |
|                       |                |                |                |                |                |                |                  |           |           |           |
| Укупно                | 0              | 0              | 0              | 0              | 1              | 0              | 2                | 2         | 1         | 3         |

## Уметничко клизање
Мушки
| Дисциплина         | Име         | Резултат              | Позиција              |
| ------------------ | ----------- | --------------------- | --------------------- |
| Појединачно, мушки | Ласло Вајда | одустао због повреде. | одустао због повреде. |

Плесни парови
| Име                          | Дисциплина    | Резултат   | Позиција |
| ---------------------------- | ------------- | ---------- | -------- |
| Кристина Регеци Андраш Салај | Плесни парови | 48,5/21,79 | 5.       |